# Pegomya cognata
Pegomya cognata este o specie de muște din genul Pegomya, familia Anthomyiidae, descrisă de Stein în anul 1920. Conform Catalogue of Life specia Pegomya cognata nu are subspecii cunoscute.